# ハウジング (機械要素)

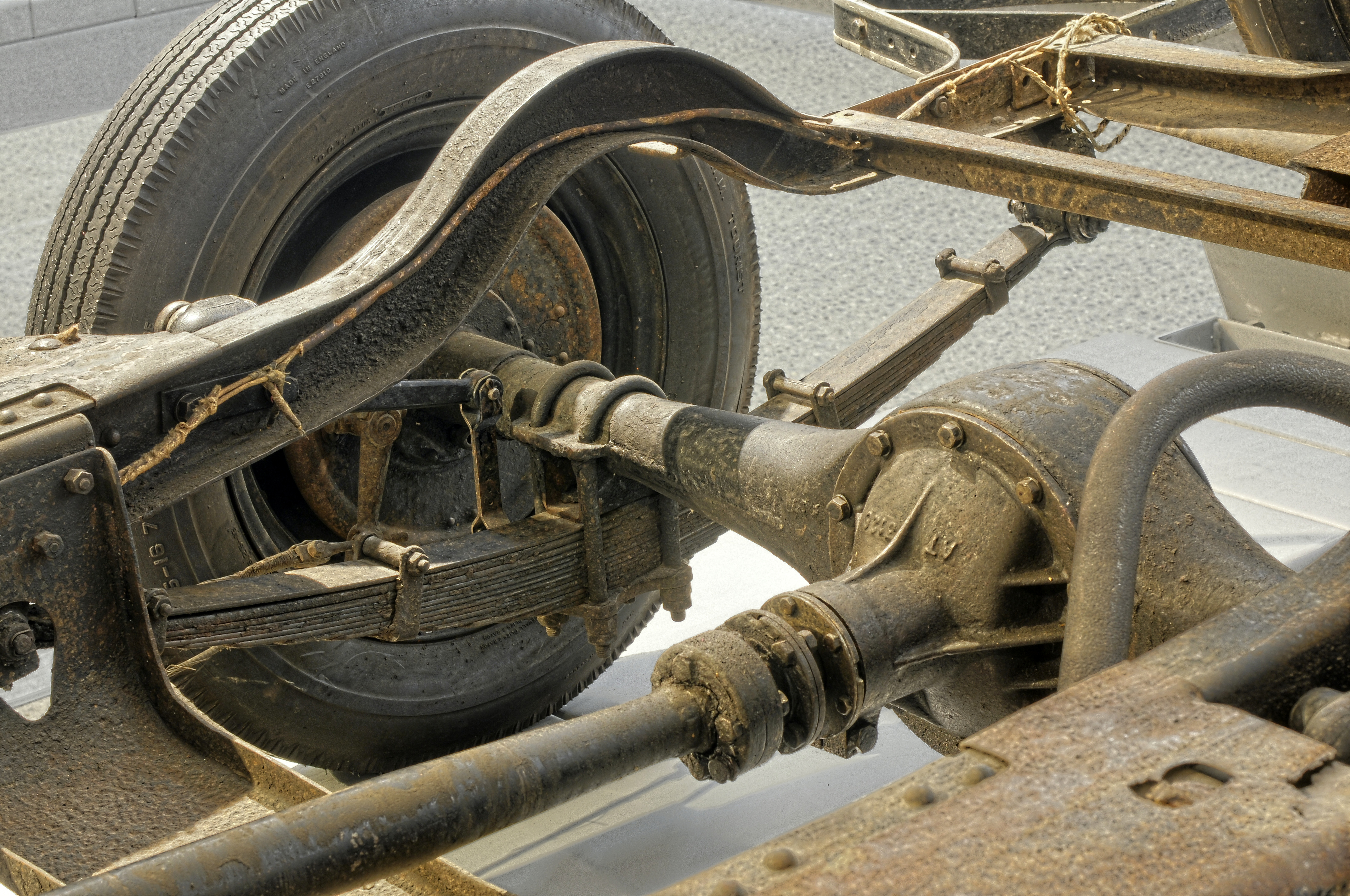
デファレンシャルギアやドライブシャフトを内包する自動車のリアアクスルハウジング

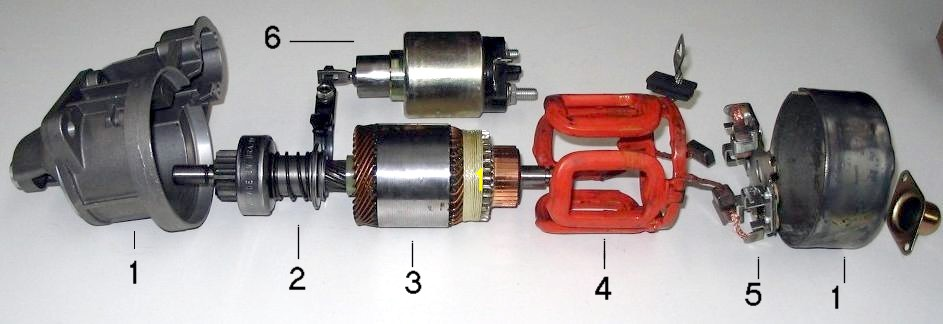
自動車用スターターモーター
左と右の1.がハウジング部品

ハウジング（英語: housing）とは、機械の筐体部品のうち装置などを包んで保護する覆いの部品のことである。
基本的には転がり軸受けの外輪を取り付ける箱状の部品のことをさすことが多い。自動車において、デファレンシャルギアやドライブシャフトを内包するアクスルハウジング全体（ASSY）を、英語で「ドライブアクスル」（Drive axle）や「ライブアクスル」（Live axle）と呼び、日本語では「ホーシング」とも呼ぶ。また、縦置きされたエンジンと変速機とを結合する部品は「ベルハウジング」と呼ばれる。これは、クラッチやトルクコンバーターのケースであり、パワートレインの剛性を確保する部材でもある。
さらに、冷凍機のコンプレッサーの外殻構造をさしたり、水中写真を撮るときにカメラやビデオカメラ、デジタル映画カメラを水中に持ち込むために用いる防水耐圧の密閉容器をいうこともある。

## 日本における取扱店
水中用
- フィッシュアイ